# Pod jednym dachem (film 1999)
Pod jednym dachem (czes. Pelíšky) – czeski komediodramat Jana Hřebejka z 1999 roku, zrealizowany na podstawie książki Gówno się pali Petra Šabacha.

## Treść
Fabuła osadzona jest na przełomie lat 1967/1968, w okresie poprzedzającym Praską Wiosnę, a rozgrywające się wydarzenia widziane są oczami dorastającego Michala Šebka. 
Dwie zwaśnione rodziny – Šebkowie i Krausowie obchodzą akurat święta Bożego Narodzenia. Ojciec Michala jako żołnierz komunistycznego reżimu przeciwstawia się chrześcijańskiej tradycji, rezygnując ze świątecznych atrybutów i zwyczajów. Nie potrafi również porozumieć się z własnym synem, któremu wraz z przyjaciółmi imponuje zachodni wzorzec życia. Michal jest też zakochany w zamieszkującej po sąsiedzku Jindřišce Kraus. Z kolei jej ojciec, dawny żołnierz i weteran ruchu oporu, nienawidzi komunistów, a obdarzony wybuchowym charakterem, stale terroryzuje żonę i córkę, nie powstrzymując się nawet w dniu świąt.

## Obsada
- Michael Beran – Michal
- Kristýna Nováková – Jindřiška
- Miroslav Donutil – Šebek, ojciec Michala
- Jiří Kodet – Kraus, ojciec Jindřiški
- Simona Stašová – Šebková, matka Michala
- Emília Vášáryová – Krausová, matka Jindřiški
- Bolek Polívka – Václav, stryjek Michala
- Stella Zázvorková – babcia Michala
- Eva Holubová – nauczycielka Eva
- Marek Morvai – Petr
- Jaroslav Dušek – Saša Mašláň
- Jiří Krejčík – profesor Stárek
- Sylvie Koblížková – „Uzlinka“ (Liduška Šebková)
- Ondřej Brousek – Elien
- Boris Hybner – magik
- Miroslav Kaman – pracownik bezpieki